# Rüffer & rub
rüffer & rub Sachbuchverlag GmbH ist ein Schweizer Sachbuchverlag, der im Jahr 2000 von Anne Rüffer und Dominique Rub gegründet wurde und in Zürich seinen Unternehmenssitz hat. Der Fokus des Verlags liegt auf aktuellen Zeitfragen.

## Verlagsprogramm
Der rüffer & rub Sachbuchverlag veröffentlicht Bücher aus den Bereichen Zeitfragen, Kunst/Kultur, Medizin/Psychiatrie und Biografie. Gemäss dem Slogan des Verlags – „Sachbücher zu Fragen, die Antworten verdienen“ – liegt der Fokus auf aktuellen Themen.
rüffer und rub verlegt sechs bis acht Bücher pro Jahr. Die Biographien erschienen (bis zu dessen Liquidierung im Jahr 2017) im Partnerverlag Römerhof Verlag.
Die einheitlich weisse Umschlaggestaltung seit 2005 dient dem Wiedererkennungswert der Bücher.
Das erste von rüffer & rub publizierte Buch war Swiss Paradise – Ein autobiografischer Bericht von Rolf Lyssy, dem Regisseur von Die Schweizermacher.
Ein Höhepunkt für die Verlagsgeschichte war die Verleihung des Right Livelihood Award (Alternativer Nobelpreis) im Oktober 2008 an Monika Hauser, deren Biographie im Juni 2008 bei rüffer & rub erschienen war. In Zusammenarbeit mit der Menschenrechtsabteilung des Eidgenössischen Departements für auswärtige Angelegenheiten der Schweiz sind englischsprachige Bücher entstanden: Peace Women und Human Security & Business sowie die Reihe Swiss Human Rights Books (Realizing Property Rights, Realizing the Rights of the Child und Realizing the Right to Health).
Nach 18 Jahren als Sachbuchverlag wurde 2018 der ersten Roman verlegt: Dagmar Schifferlis «Wegen Wersai».

## Autoren
Zu den Autoren und Herausgebern der Bücher des rüffer & rub Verlags gehören unter anderem:
| - Annette Bopp - Carol Bellamy - Dirk Boll | - Hernando de Soto - Erwin Koch - Georg Kohler | - Chantal Louis - Rolf Lyssy - Severin Perrig | - Mary Robinson - Peter Viertel - Andreas Wernli |